# Hyperarousal
Hyperarousal ist eine Form von Übererregbarkeit des autonomen Nervensystems. Verstanden wird hierunter „ein Zustand eines anhaltenden erhöhten Aktivierungsniveaus des autonomen Nervensystems (Übererregbarkeit), das sich in vermehrter Anspannung mit Unruhe, Ein- und Durchschlafstörungen, Reizbarkeit, aggressivem Verhalten, Konzentrationsstörungen, übermäßiger Wachsamkeit (Hypervigilanz), gesteigerter Schreckhaftigkeit und psychosomatischen Symptomen äußert.“ Hyperarousals können bei Störungen wie Posttraumatische Belastungsstörung, ADHS, Bipolaren Störungen und auch einigen Störungen aus dem Formenkreis der autistischen Beeinträchtigungen auftreten. Dauer- oder überregt sind hierbei diejenigen Gehirnstrukturen, die für die zentralnervöse Aktivierung (Arousal) verantwortlich sind, darunter der Lobus frontalis, die Substantia reticularis und der Hypothalamus.
Physische Symptome von Hyperarousal können auch sein: Gesteigerter Herzrhythmus, erhöhter Bluthochdruck, feuchte Hände, Kurzatmigkeit.
Die Hyperarousal-Hypothese wurde vom britischen Psychiater Frank Fish im Zusammenhang mit Fortschritten der neurobiologischen Grundlagenforschung in den 60er Jahren zur endogenen Psychose entwickelt. Die Hypothese postuliert, dass eine anhaltende Überaktivität des aufsteigenden retikulären Aktivierungssystems (kurz ARAS) ein Charakteristikum der endogenen Psychosen ist.